# Take the "A" Train
〈Take the "A" Train〉은 듀크 엘링턴 오케스트라의 대표곡이었던 빌리 스트레이혼의 재즈 스탠더드이다.

## 상과 영예
1999년 내셔널 퍼블릭 라디오는 NPR의 음악 편집자들이 20세기의 가장 중요한 100개의 미국 음악 작품을 편집하고자 했던 "NPR 100"에 이 노래를 포함시켰다.

## 같이 보기
- A 열차로 가자